# Konjunktionaladverb
Als Konjunktionaladverbien bezeichnet man Adverbien, die dazu dienen, inhaltliche Beziehungen zu anderen Sätzen bzw. Aussagen zu signalisieren. Es handelt sich also um eine Bedeutungsfunktion bzw. Textfunktion. Da solche Adverbien sich syntaktisch von Konjunktionen deutlich unterscheiden, werden sie – weniger missverständlich – in neuerer Literatur auch als Konnektoradverbien bezeichnet.

## Syntax

### Abgrenzung zu Konjunktionen
Konjunktional- bzw. Konnektoradverbien verhalten sich grammatisch nicht wie Konjunktionen, sondern wie andere adverbielle Satzglieder: Sie können im Satz verschoben werden und (nach dem Feldermodell des deutschen Satzes) das Vorfeld oder Mittelfeld besetzen. Im Prinzip können sie in Hauptsätzen wie auch in Nebensätzen vorkommen.
Dies unterscheidet sie von unterordnenden Konjunktionen, die nur einleitend in Nebensätzen erscheinen (jedoch in der „linken Klammer“ des Feldermodells, nicht im Vorfeld) und eine Letztstellung des finiten Verbs bewirken.
- Beispiele:

Draußen schneit es. Trotzdem gehe ich zu Fuß. (Adverb im Vorfeld, Verb-Zweitstellung)
Draußen schneit es. Ich gehe trotzdem zu Fuß. (Adverb im Mittelfeld)
- Vergleich zu einer nebensatzeinleitenden Konjunktion:

Ich gehe zu Fuß, obwohl es schneit. („obwohl“ nicht verschiebbar; Satz mit Verb-Endstellung)
Der Unterschied zu koordinierenden Konjunktionen wie „und“ liegt darin, dass solche Konjunktionen vor dem Vorfeld stehen, wogegen Adverbien im Vorfeld oder tiefer im Satz vorkommen.
Draußen schneit es, und [deswegen möchten die Kinder gerne rausgehen.]
(„und“ gefolgt von einem vollständigen Hauptsatz, d. h. Verbzweitsatz [hier in eckigen Klammern])
Draußen schneit es, und [die Kinder möchten deswegen gerne rausgehen].
(ebenso; Adverb im Mittelfeld)
Eine Besonderheit mancher Konnektoradverbien ist jedoch, dass sie auch vor dem Vorfeld stehen können. In dieser Verwendung dienen sie dazu, den Stellenwert der folgenden Äußerung einzuordnen (haben also eine „metakommunikative“ Funktion, so wie auch sprecherbezogene Adverbiale des Typs „ehrlichgesagt“, die genauso platziert werden können):
Trotzdem, ich möchte das jetzt nicht kaufen.
Es ist auch dann noch eine Trennung von Konjunktionen vorzunehmen, denn die Reihenfolge solcher Elemente am linken Satzrand ist immer: nebenordnende Konjunktion vor Konnektoradverb.
Und trotzdem, wir haben nicht verloren!

### Mehrdeutigkeiten
Zu Konjunktionaladverbien gibt es oft bedeutungsverwandte andere Wörter, die Nebensätze einleiten, zum Beispiel: davor (Adverb) / bevor (Konjunktion); dagegen (Adverb) / wo(hin)gegen (adversative Konjunktion oder Relativadverb).
Es gibt hierbei auch Wörter, die mehrdeutig sind und in derselben Form sowohl als Adverbien wie auch als Konjunktionen erscheinen:
- insofern[7]

Als Adverb: Insofern war die Diskussion sehr interessant. / Die Diskussion war insofern sehr interessant, als man die weit verbreiteten Ängste sehen konnte.
Als unterordnende Konjunktion: Die Diskussion war sehr interessant, insofern sie Aufschluss über die Ängste der Leute lieferte.
- aber[8]

Als nebenordnende Konjunktion: Es schneit, aber [die Kinder wollen trotzdem rausgehen].
Als Konjunktionaladverb oder Partikel: Es schneit, [die Kinder wollen aber trotzdem rausgehen].
(Man beachte, dass andere nebenordnende Konjunktionen („und, oder, sondern“) diese Stellung im Satzinneren nicht erlauben. Es handelt sich also um eine Mehrdeutigkeit des Einzelwortes „aber“, nicht um ein Verschwimmen der Wortklassen als ganzer).

## Bedeutungstypen
Konjunktional- oder Konnektoradverbien haben ihren Namen daher, dass sie oftmals Bedeutungen signalisieren, wie sie sich bei einer Satzverknüpfung mittels Konjunktionen insgesamt auch ergeben (Wörter dieses Bedeutungstyps werden zusammenfassend auch als Konnektoren bezeichnet, was wiederum ein Begriff für eine inhaltliche Funktion, nicht für eine Wortart ist). Die Dudengrammatik teilt sie in folgende semantische Untergruppen ein (diese Klassen finden sich daneben auch in den Bedeutungsklassen von Adverbialsätzen wieder):
| Bedeutungsklasse                                 | Beispiele |
| ------------------------------------------------ | --- |
| kopulativ (anreihend)                            | außerdem, zudem, dazu, daneben, darüber hinaus, desgleichen, ebenso, ferner, weiter, zusätzlich                       |
| temporal                                         | davor, währenddessen, indessen, danach, anschließend                                                                  |
| kausal (im engeren Sinn)                         | folglich, demzufolge, demnach, damit, somit, mithin, also, deswegen, deshalb, daher, nämlich                          |
| konditional (bedingend) und konsekutiv (folgend) | notfalls, sonst/ansonsten, andernfalls, gegebenenfalls, so, dann                                                      |
| konzessiv (einräumend)                           | trotzdem, dennoch, dessen ungeachtet, gleichwohl, immerhin, allerdings, sowieso, nichtsdestoweniger                   |
| spezifizierend: restriktiv/explikativ            | insofern, so weit, freilich                                                                                           |
| adversativ (entgegengesetzt)                     | hingegen, dafür, dagegen, jedoch, doch, dennoch, indes/indessen, allerdings, nur, vielmehr, demgegenüber, stattdessen |

## Abgrenzung zu anderen Adverbtypen
Konnektoradverbien werden inhaltlich charakterisiert, nämlich dadurch, dass sie eine Bedeutungsbeziehung zu einem anderen Satz ausdrücken. Hierbei wird nicht unterschieden, welche Art von Satzglied sie selbst sind, also von wo aus im Satz sie eine solche Beziehung zu einer anderen Aussage aufnehmen. Sie können daher in verschiedene Adverbklassen fallen, die anderweitig unterschieden werden. Die in der obigen Tabelle aufgeführten Beispiele „kopulativer“ Konnektoradverbien werden an anderer Stelle in der Dudengrammatik in eine Klasse der „Textadverbien“ eingeordnet, die den Satzadverbialen nahestehen. Hingegen handelt es sich bei temporalen Adverbien zusammen mit lokalen und Modaladverbialen um „Umstandsangaben“ im engeren Sinne (Ereignisadverbiale, Situierungsadverbiale). (Einige Grammatiken haben jedoch einen außerordentlich weiten Begriff von „Modaladverbial“, der auch Wörter wie „allerdings“ unter dieser Rubrik einschließt).
Einen Problemfall bilden sogenannte Pronominaladverbien, die ein pronominales Element da(r)- oder hier- zusammen mit einer Präposition enthalten. In der Dudengrammatik oder der Grammatik von Helbig & Buscha werden Pronominaladverbien von Konjunktionaladverbien prinzipiell getrennt. Das folgende Beispiel würde also in den meisten Klassifikationen nicht als Konjunktionaladverb auftreten, obwohl es mit dem Bestandteil da- einen vorherigen Satz wieder aufnimmt:
- Peter hat einen Strafzettel bekommen. Darüber ärgert er sich sehr.

Speziell das obige Beispiel zeigt „darüber“ nicht einmal in der Funktion einer adverbialen Bestimmung, sondern als Präpositionalobjekt des Verbs „ärgern“ (der Wortart nach wird diese Form jedoch häufig als Adverb bezeichnet, siehe unter Adverb #Adverb und Präposition). Hier liegt also erst recht kein Textadverbial vor, auch wenn es einen Bezug auf einen vorangehenden Satz gibt. 
Es gibt jedoch ähnlich aussehende Beispiele, die anders einzuordnen sind:
- (Egon hat kein Geld). Dabei verdient er 3000 € im Monat!

Hier ist zu unterscheiden zwischen einem normalen Pronominaladverb, das sich durch Erstbetonung auszeichnet (ˈdaˌbei, ˈdaˌrüber) und der obigen Variante mit Zweitbetonung (ˌdaˈbei) – diese ist nun tatsächlich ein Konnektoradverb und bezeichnet eine adversative Beziehung zum vorhergehenden Satz. Für andere Fälle, zumindest die Temporaladverbien „davor, danach“ (siehe Aufstellung aus der Dudengrammatik im vorhergehenden Abschnitt), ergibt sich allerdings keine solche Möglichkeit, zwischen den Klassen zu trennen.